# Foveole granulare
Foveole granulare (Pacchioni) (Foveolae granulares) sunt numeroase depresiuni mici, neregulate, de dimensiuni variate aflate pe fața endocraniană a craniului, pe ambele margini ale șanțului sinusului sagital superior și care adăpostesc granulațiile arahnoidiene Pacchioni  (Granulationes arachnoideae) de pe învelișurile moi ale creierului. Foveolele granulare sunt mai pronunțate la persoanele în vârstă, devenind mai mari și mai numeroase.